# Blastodiplosis cocciferae
Blastodiplosis cocciferae är en tvåvingeart som först beskrevs av Tavares 1901.  Blastodiplosis cocciferae ingår i släktet Blastodiplosis och familjen gallmyggor. Inga underarter finns listade i Catalogue of Life.